# Cubirea
Cubirea is een geslacht van kreeftachtigen uit de klasse van de Ichthyostraca.

## Soorten
- Cubirea annulata (Baird, 1853)
- Cubirea pomeroyi (Woodland, 1921)